# 田鎖博美
田鎖 博美（たぐさり ひろみ、1961年6月15日 - ）は、岩手県出身の元プロ野球選手（投手）。

## 来歴・人物
盛岡工業高では、2年秋の県大会準決勝では福岡高の欠端光則と投げ合って敗れ、1979年夏の県大会準決勝に進出するが、久慈高に惜敗し甲子園出場はならなかった。
好投手として評判が高く、高校卒業後は社会人野球のプリンスホテル入りすると言われるなかで、1979年のプロ野球ドラフト会議で西武ライオンズから2位指名を受け入団。貴重な大型左腕投手であり、新入団時に背番号18を与えられるなど期待された。
プロ入り後は故障もあって結果を残せず、1985年にはサンノゼ・ビーズへ野球留学した。結局7シーズンの在籍中一軍で一度も登板できず、1986年限りで現役を引退した。
現在は、故郷の岩手に戻りトステム盛岡営業所に勤務の傍ら、少年野球の指導に力を入れている。

## 詳細情報

### 年度別投手成績
- 一軍公式戦出場なし

### 背番号
- 18 （1980年 - 1982年）
- 48 （1983年 - 1986年）